# Proszkénion

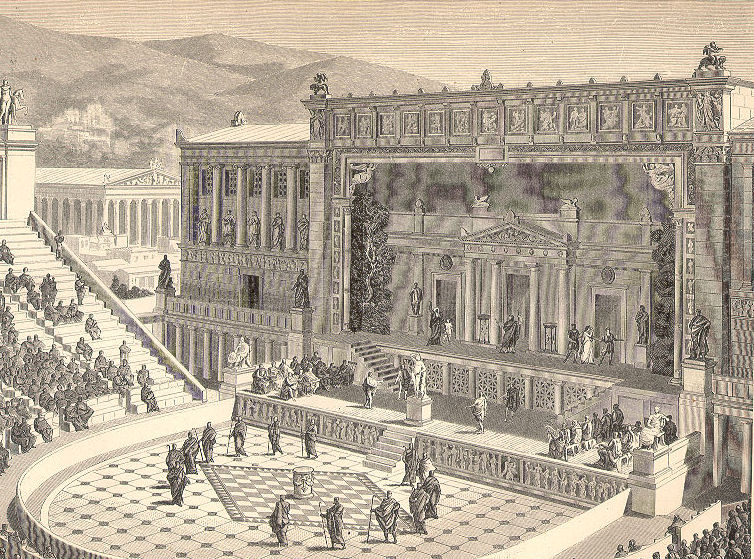
Ókori görög színház proszkénionnal

Proszkénion vagy proszcénium a neve az előszínpadnak, azaz a függöny és a zenekari árok közötti résznek. Az ókori görög színházakban oszlopokon álló emelvény volt a színpad, azaz a szkéné előtt. A barokk korban a színpadnyílást körülvevő díszes építészeti környezetet alkotott. Gyakran beépítették páholyokkal átmenetet képezve a nézőtér és a színpad között. A színpadtechnikai megoldások bővülésével egyre inkább a játéktér szerves részévé kezdett válni.